# فرودگاه کولیک لیک
فرودگاه کولیک لیک  (به انگلیسی: Kulik Lake Airport) یک فرودگاه همگانی با کد یاتا LKK است که یک باند فرود شن دارد و طول باند آن ۱۳۲۶ متر است. این فرودگاه در کشور ایالات متحده آمریکا قرار دارد و در ارتفاع ۲۱۹ متری از سطح دریا واقع شده است.